# Proprium (Liturgie)
Als Proprium (deutsch: „das Eigene“, „das Eigentümliche“) werden die nach dem Kirchenjahr oder Anlass wechselnden Elemente (Eigentexte) der Liturgie bezeichnet. Im Unterschied dazu umfasst das Ordinarium die gleichbleibenden Teile der Liturgie.
Auch die liturgischen Besonderheiten einer Teilkirche (Diözese, Region, Land, Ordensgemeinschaft) gegenüber der Gesamtkirche bezeichnet man als das Proprium dieser Teilkirche; es kann sich auf Riten, Eigentexte, Festkalender und Eigenfeiern beziehen.

## Römisch-katholische Kirche
Jeder Liturgische Tag hat die ihm eigentümlichen Teile, die dem Anlass oder der Lage im Kirchenjahr entsprechen. Die liturgischen Bücher (Messbuch und Stundenbuch) sind in mehrere Abschnitte gegliedert: das Proprium de Tempore enthält die nach den Erfordernissen des Kirchenjahres mit Sonntagen, Wochentagen und Herrenfesten wechselnden Texte, das Proprium Sanctorum, auch Proprium de Sanctis, die mit den Heiligenfesten wechselnden Texte. Die Bücher werden ergänzt durch die Texte der Eigenfeiern der einzelnen Teilkirchen.
Die Proprien der Teilkirchen haben beim Zusammentreffen gleichrangiger Anlässe Vorrang vor dem gesamtkirchlichen Proprium. Dadurch soll eine „lebendige Vielfalt liturgischen Feierns gegenüber jeder unangemessenen Uniformierung“ gefördert werden.

### Das Proprium in der heiligen Messe

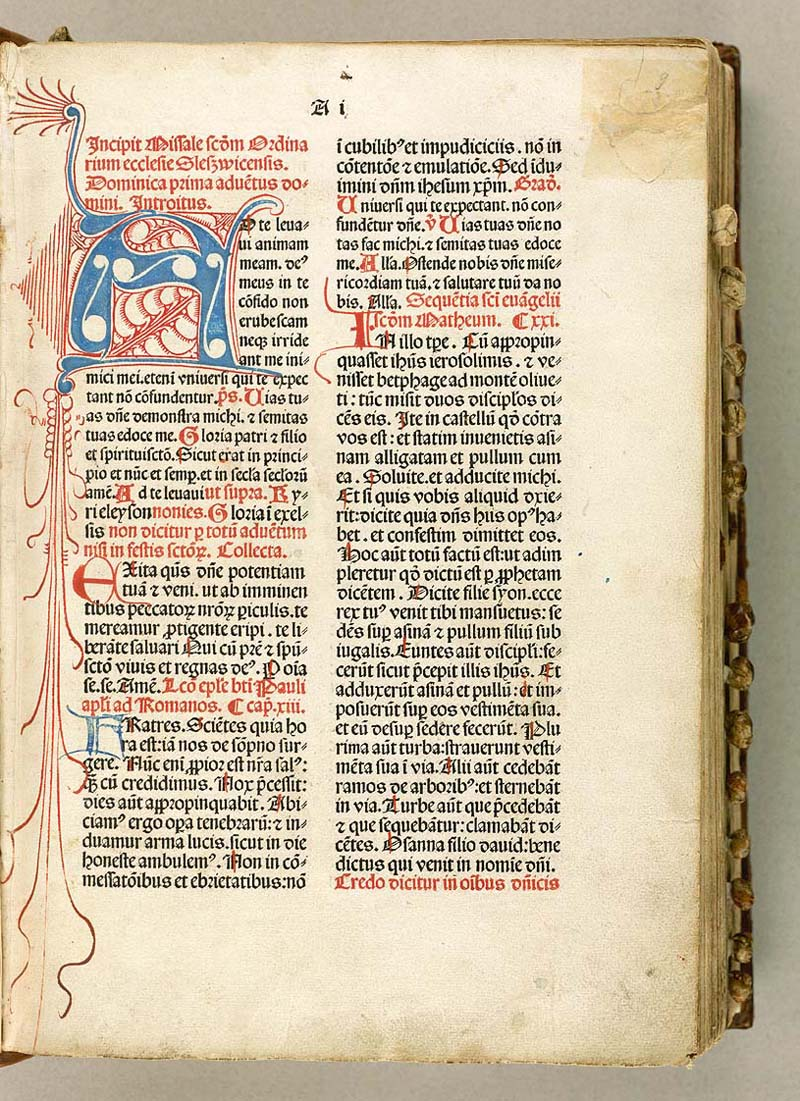
Erste Seite des Schleswiger Messbuches von 1486 mit dem Proprium für den ersten Adventssonntag

Das Proprium missae oder Proprium missarum in der Liturgie der römisch-katholischen Kirche bezeichnet im Gegensatz zum Ordinarium missae die nach Kirchenjahr, Anlass oder Anliegen wechselnden Teile der heiligen Messe. Eine andere Bezeichnung für die Gesamtheit der liturgischen Texte aus einem bestimmten Feieranlass ist Messformular.
Zum Proprium der Messe gehören traditionell die folgenden Elemente:
- Introitus (heute: Eingangsvers)
- Oratio (heute: Tagesgebet)
- Lesungen
- Graduale (heute: Antwortpsalm)
- Allelujavers, in der Fastenzeit Tractus (heute: Ruf vor dem Evangelium)
- an einigen Hochfesten Sequenz
- Evangelium
- Offertorium (heute: Gesang zur Gabenbereitung)
- Secreta (heute: Gabengebet)
- Präfation
- Communio (heute: Gesang zur Kommunion)
- Postcommunio (heute: Schlussgebet)

In der nach dem Zweiten Vatikanischen Konzil erneuerten Liturgie sind auch anlassbezogene Einschübe im jeweiligen Hochgebet möglich. Auch das nach der Liturgiereform neu belebte fürbittende Gebet der Gläubigen kann anlassorientiert sein, die Kyrie-Rufe zur Eröffnung können um entsprechende Anrufungen erweitert werden.
Werden zwei Lesungen vor dem Evangelium vorgetragen, entstammt die erste dem Alten Testament, die zweite der Apostelgeschichte, einem der neutestamentlichen Briefe oder der Offenbarung des Johannes. Bei nur einer Lesung wird sie aus dem Alten Testament oder einer der genannten neutestamentlichen Schriften genommen. In der Osterzeit werden beide Lesungen aus dem Neuen Testament genommen.
Introitus, Graduale, Halleluja bzw. Tractus, Sequenz, Offertorium und Communio sind die Teile, die traditionell von einer Schola, einem Sängerchor oder auch der Gemeinde gesungen werden können. Sie können auch durch Kirchenlieder ersetzt werden. Diese Teile bilden das Proprium missae im kirchenmusikalischen Sinne. Die meisten großen klassischen Vertonungen (Orchestermessen) der Messe betreffen nur das Ordinarium. Eine Ausnahme bildet die Totenmesse, das Requiem, mit der Vertonung sowohl des Ordinariums als auch Teilen des Propriums. In neuerer Zeit gibt es auch einige Propriumsvertonungen.
Die verschiedenen Texte des Propriums sind häufig inhaltlich aufeinander bezogen, indem etwa gesungene Teile Worte aus dem Evangelium aufgreifen, so dass eine Verdichtung und Ausfaltung des Festgeheimnisses erreicht wird. Als Folge der Liturgiereformen in der zweiten Hälfte des 20. Jahrhunderts wurden die Wahlmöglichkeiten für die liturgischen Texte und Gestaltungsmöglichkeiten in einer heiligen Messe bedeutend erweitert, so dass von einer strikten Einteilung der Messgesänge in Ordinarium und Proprium „als Gestaltungsmaßgabe zweier für sich stehender und je einheitlich auszuführender Repertoirezyklen“ nicht mehr gesprochen werden könne, so der Liturgiewissenschaftler Markus Eham, sondern eine Unterscheidung in liturgische „Elemente mit Ordinariums- oder Propriumscharakter“ angemessener sei.
Die Texte des Messpropriums sind im Messbuch für den jeweiligen Ritus verzeichnet. Dazu kommen die regionalen Messformulare für Eigenfeste der Diözesen und Länder. Die biblischen Lesungen und Antwortgesänge sind im Messlektionar verzeichnet.

### Das Proprium im Stundengebet
Neben dem Proprium für die heilige Messe gibt es ein solches auch für die Feier des Stundengebets. Dies sind etwa die Antiphonen, die Hymnen und die Kurzlesungen, außerdem auch die Texte des Commune. 
Teils werden von den Orden auch eigene Proprien mit den Eigentexten der Ordensfeste und -heiligen herausgegeben.

## Das Proprium im evangelischen Gottesdienst
Das Evangelische Gottesdienstbuch enthält folgende Elemente, die nach Kirchenjahr und Anlass wechseln und dem Gottesdienst „seine besondere Prägung und Eigenart“ geben:
zu jedem Sonntag bzw. Feiertag des Kirchenjahres eine Übersicht:
- Lesungen und Predigttexte (Perikopenordnung: sechs Reihen)
- Wochenspruch
- Wochenlied
- Liturgische Farbe

und als ausgedruckte Texte:
- Eingangspsalm
- Tagesgebete zur Auswahl
- Hallelujavers

Die Abfolge der einzelnen Stücke kann unterschiedlich sein, der Wochenspruch z. B. kann als Eröffnung (Biblisches Votum), als Antiphon zum Psalm oder als Sendungswort zum Abschluss des Gottesdienstes gesprochen werden.